# St. Michael (Tüntenhausen)

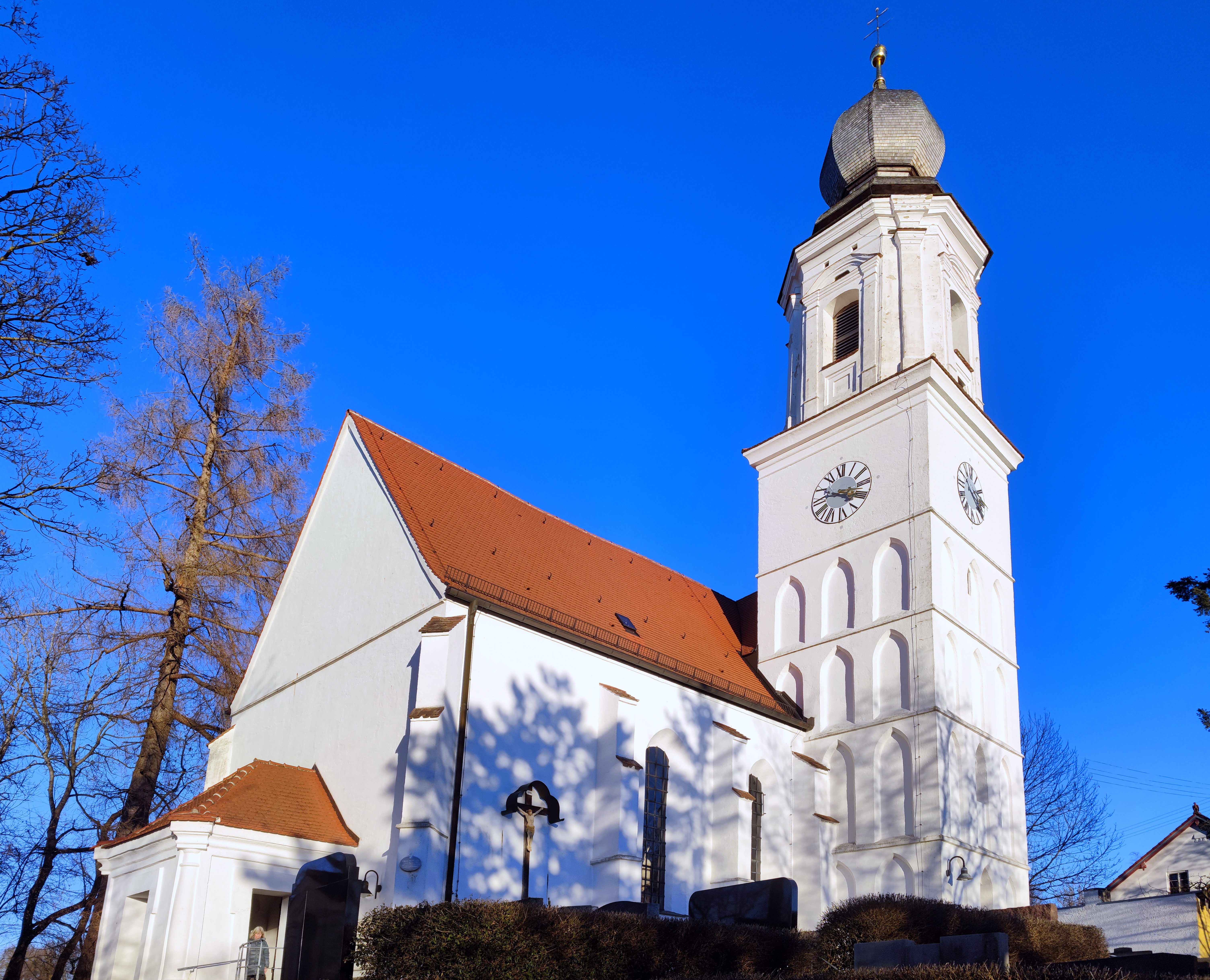
St. Michael Tüntenhausen

St. Michael ist die katholische Kirche des Freisinger Ortsteils Tüntenhausen. Seit dem 1. Oktober 2014 ist die Kuratie Tüntenhausen Teil des Pfarrverbandes Neustift, zu dem neben Tüntenhausen noch Haindlfing, Marzling und St. Peter und Paul in Freising-Neustift gehören. Die ehemalige Wallfahrtskirche ist ein geschütztes Denkmal und in der Liste der Baudenkmäler in Freising verzeichnet (Denkmalnummer: D-1-78-124-280).

## Geschichte
Die Kirche befindet sich am nördlichen Ortsrand auf einer Anhöhe. Erstmals erwähnt wurde die Kirche in den Konradinischen Matrikeln aus dem Jahr 1315. Vermutlich ist sie und der zugehörige Friedhof aber wesentlich älter. Das heutige Langhaus stammt aus dem 14. Jahrhundert. Die ursprüngliche gotische Inneneinrichtung aus dieser Zeit wurde im 17. Jahrhundert entfernt.

## Ausstattung

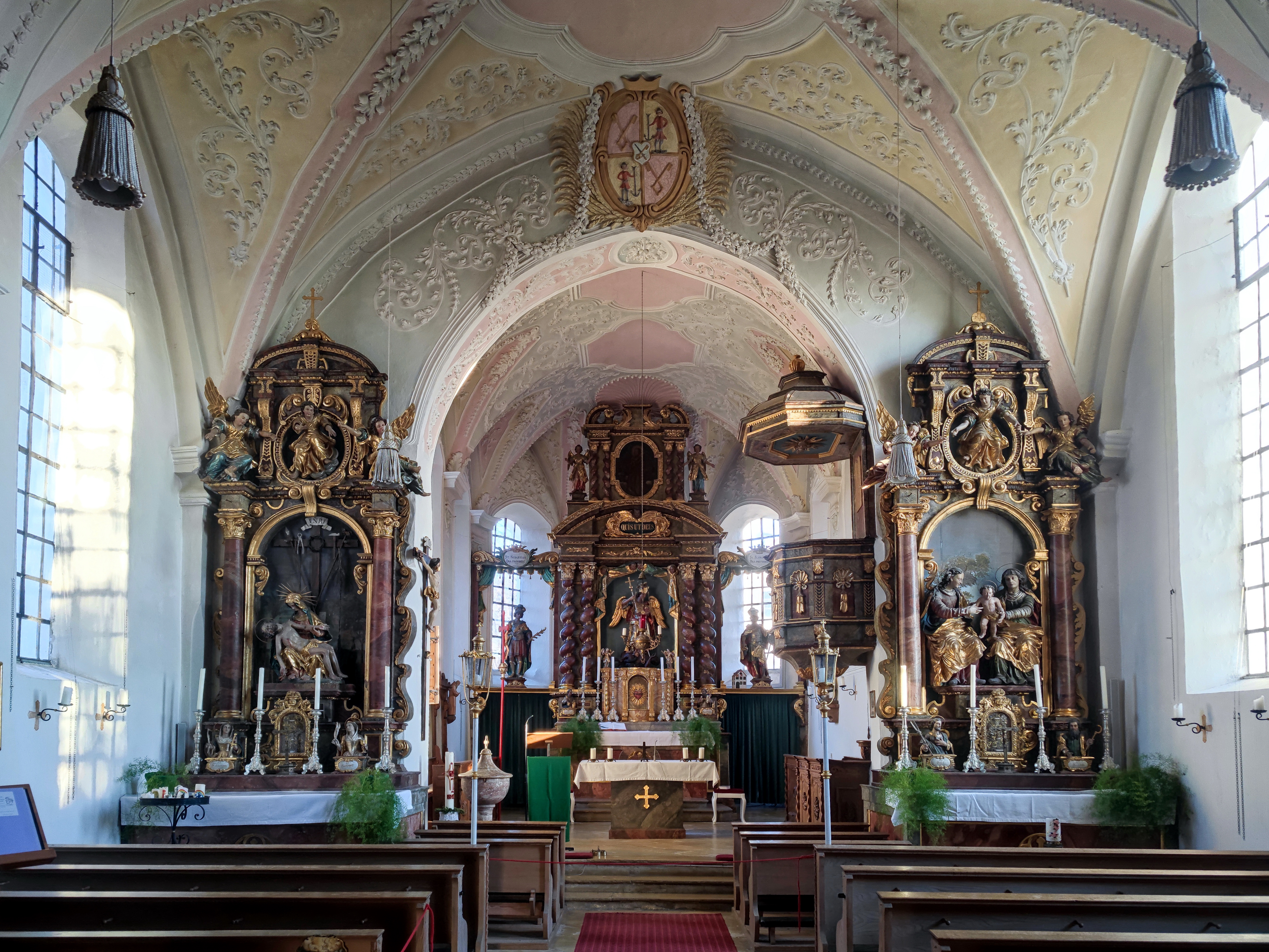
St. Michael: Innenraum

Dieser spätgotische Bau (um 1400), der Anfang des 18. Jahrhunderts erneuert wurde, hat einen eingezogenen gewölbten Chor und ein saalartiges gewölbtes Langhaus. Ferner besitzt der Bau eine kleine Westvorhalle mit Ädikulaportal. Der Turm steht an der Südseite, seine Untergeschosse haben Spitzbogenblenden. Der barocke Turmaufsatz als Oktogon ist vermutlich dem Freisinger St. Georgs-Turm nachempfunden. Der reiche Deckenstuck in Chor und Langhaus – feingliedrig und vegetabil – wird Nikolaus Liechtenfurtner zugeschrieben.
Die drei Altarretabel im Osten entstanden um 1660. Das des Hochaltars wurde 1730 durch die Skulpturen der Hll. Sebastian und Florian ergänzt, das Oberbild ist von Johann Schreiber (1660). Der nördliche Nebenaltar zeigt ein Vesperbild und auf der Mensa Halbfiguren der Hll. Katharina und Barbara. Der südliche Nebenaltar hat eine vorzügliche Gruppe der Anna selbdritt (um 1613), mit Halbfiguren der Hll. Josef und Joachim (18. Jahrhundert).
An der Nordwand des Langhauses steht – Ziel der lokalen Wallfahrt – der aufwendig gestaltete Eberhard-Altar (2. Viertel 18. Jahrhundert), der Franz Anton Mallet zugeschrieben wird. Halbfiguren der Hll. Johann Nepomuk und Leonhard.

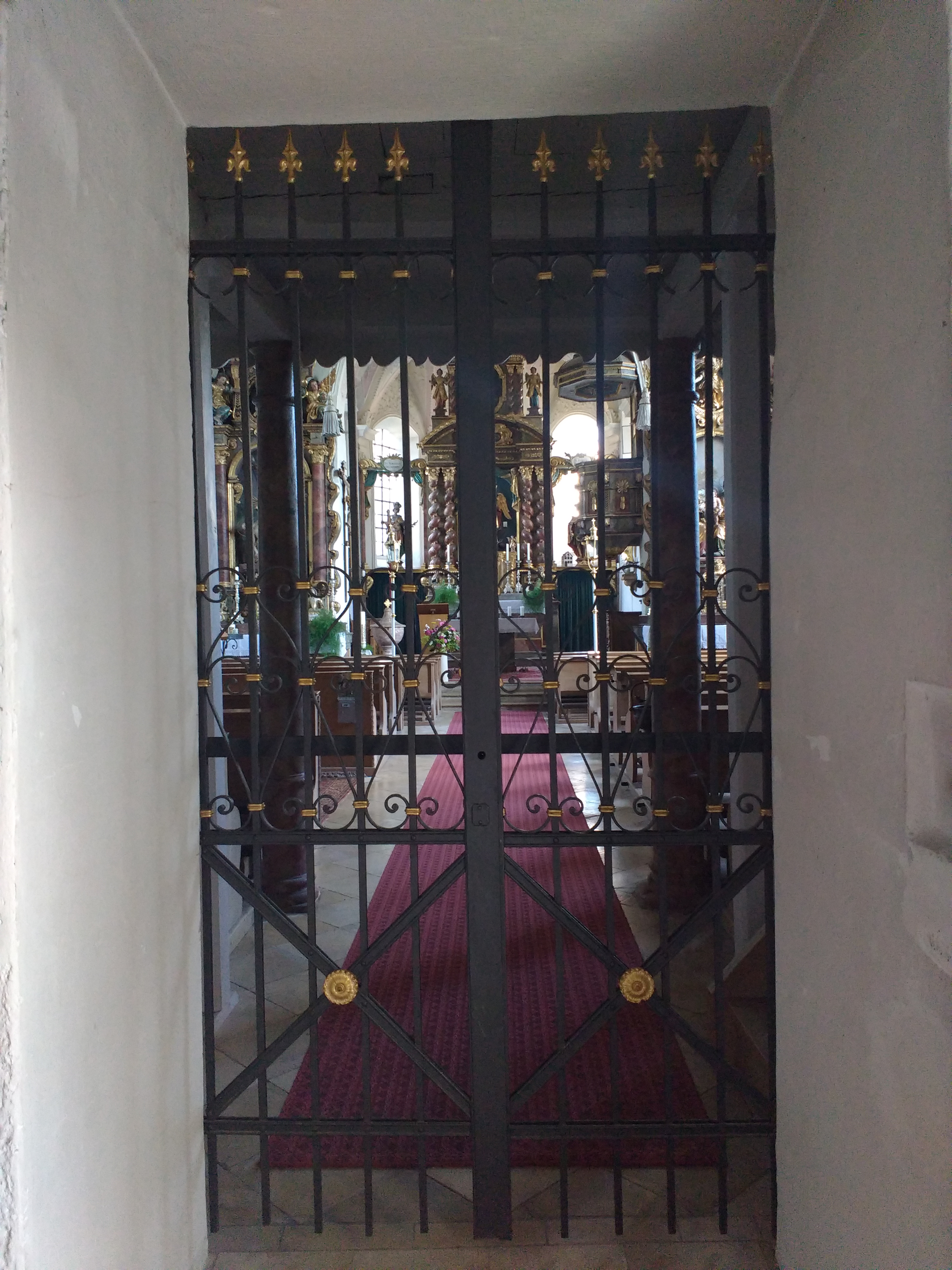
Eingangsgitter
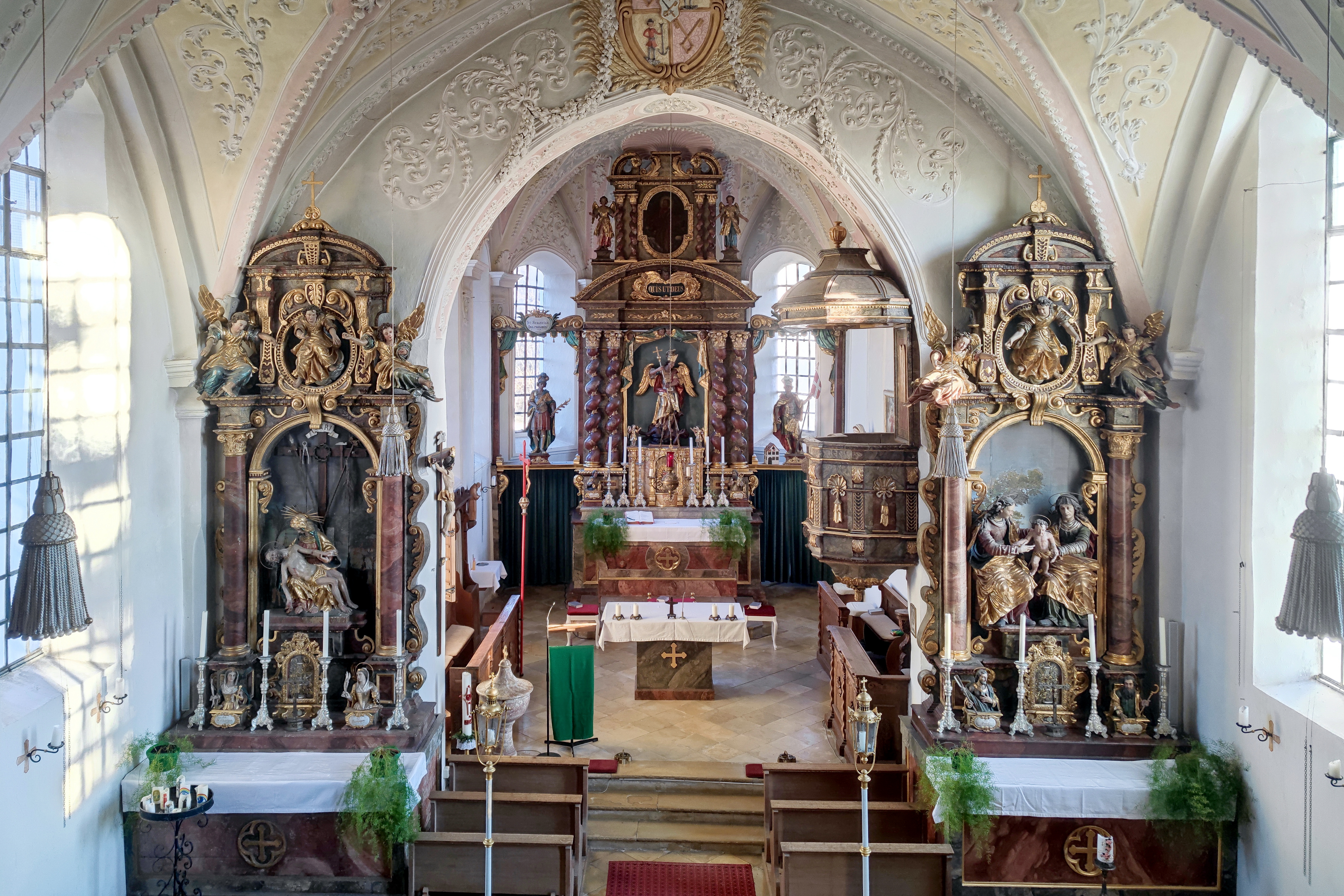
Haupt- und Nebenaltäre
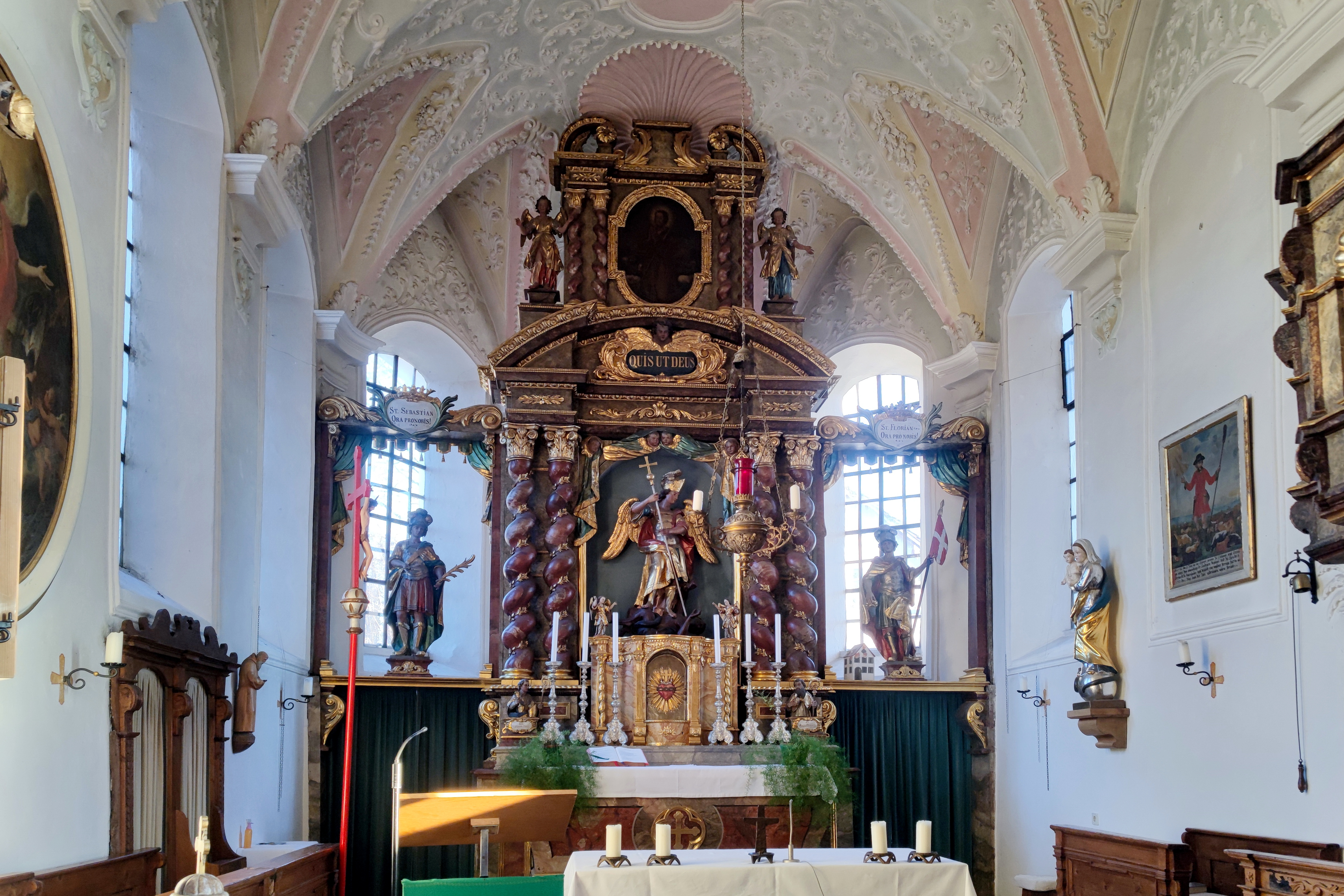
Hochaltar
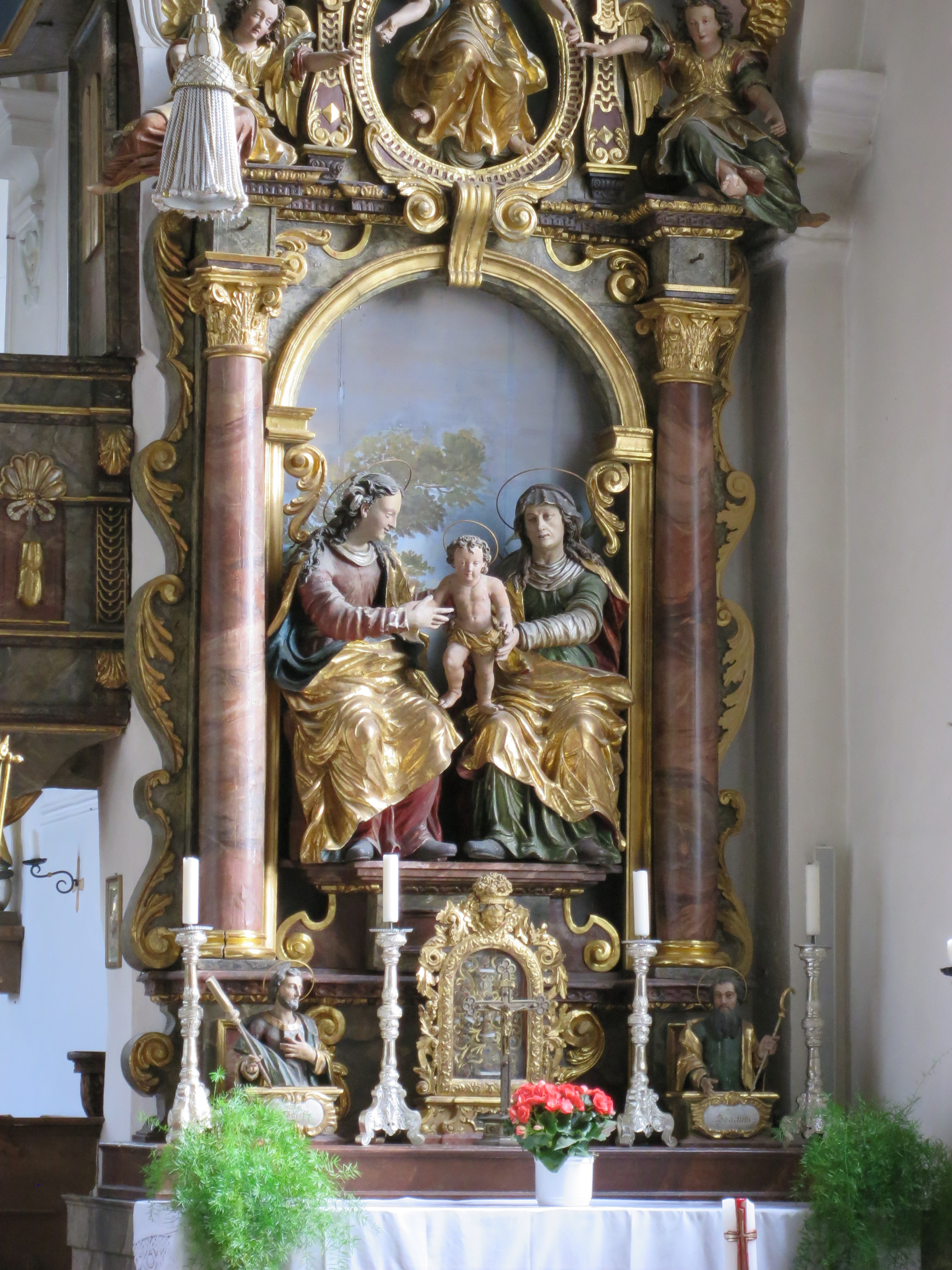
Anna selbdritt im südlichen Nebenaltar
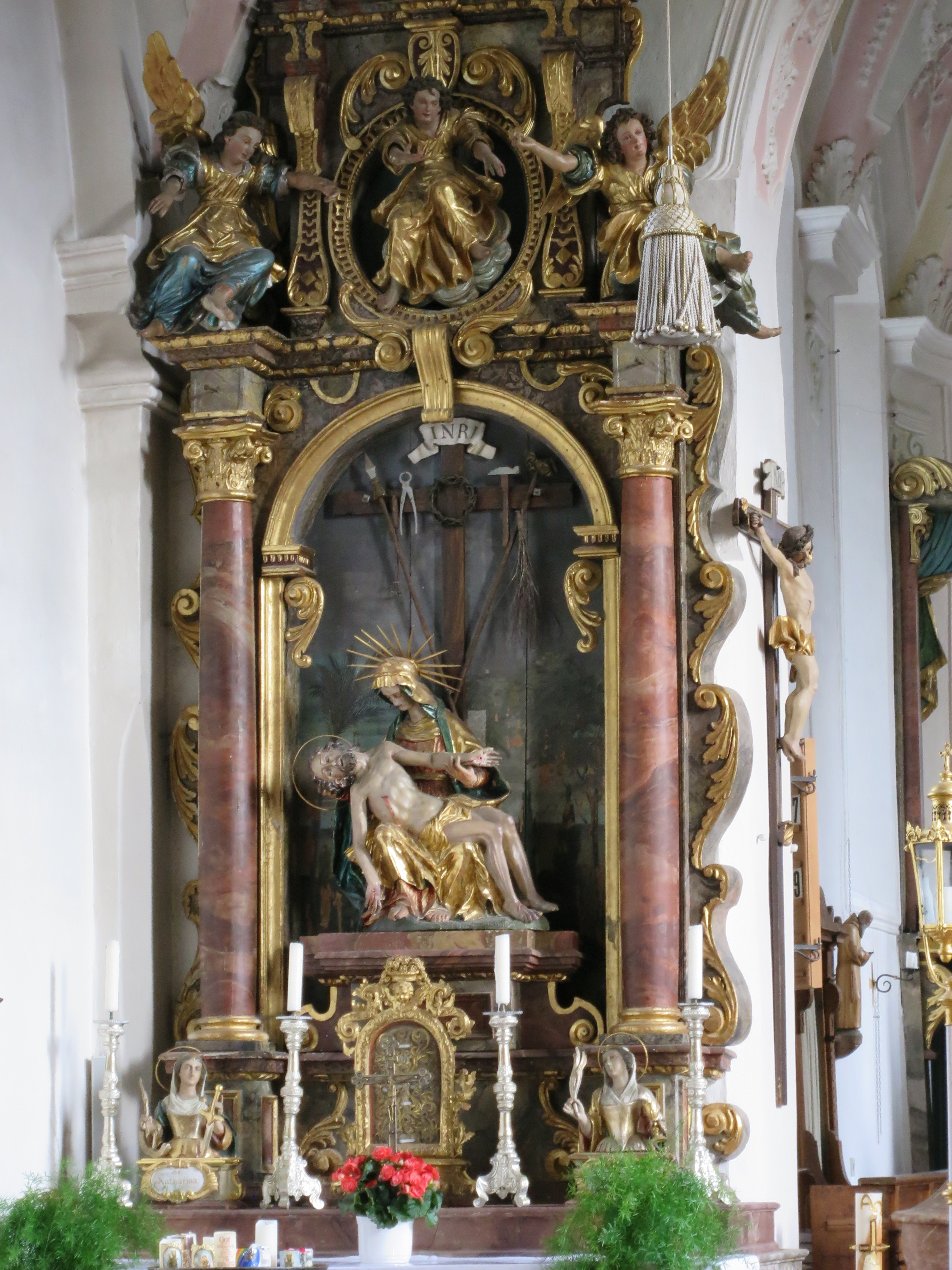
Vesperbild im nördlichen Nebenaltar
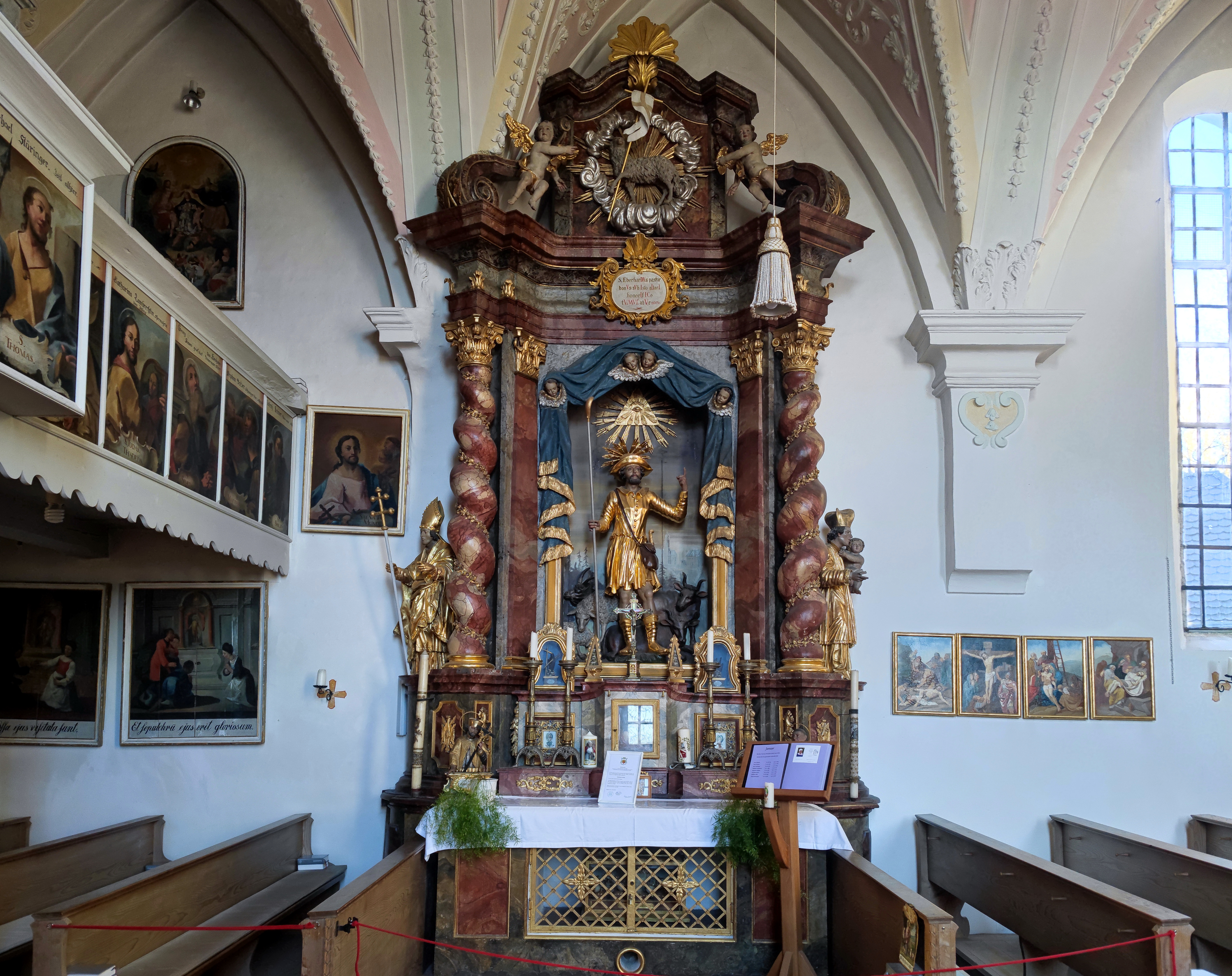
Eberhard Altar an der Nordwand des Langhauses
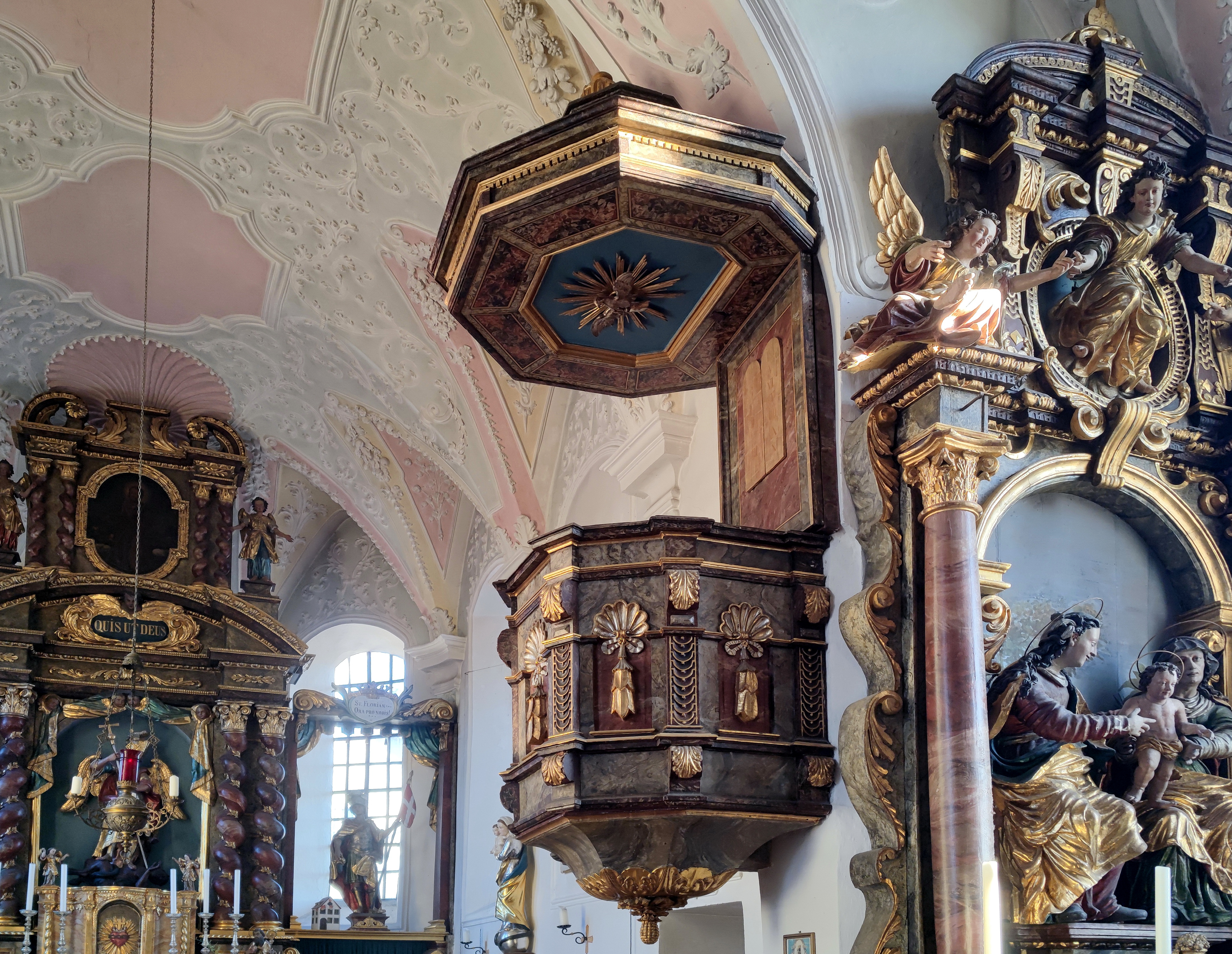
Kanzel
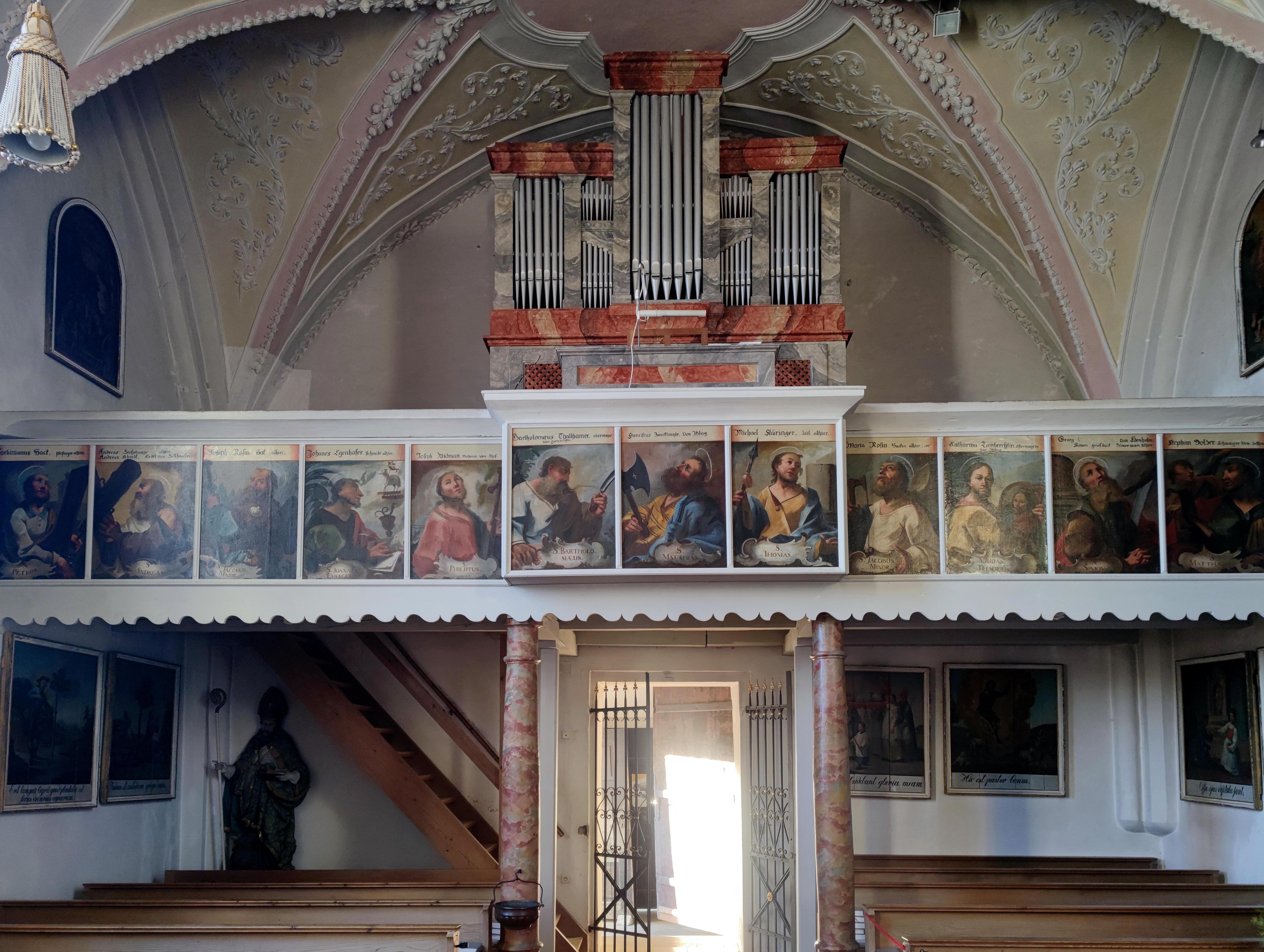
Empore mit Orgel

## Lokale Wallfahrt – Hl. Eberhard

### Überlieferung
Folgende Fakten werden von diesem Heiligen überliefert:
- Geboren in Tüntenhausen bei Freising, gestorben in der 2. Hälfte des 14. Jahrhunderts (?) daselbst.
- Frommer Hirte, der um 1300 gelebt und schon zu Lebzeiten Wunder gewirkt haben soll. Er zog mit seiner Schafherde bis nach München.
- 1456 ist die Wallfahrt zur Kirche von Tüntenhausen erstmals bezeugt.
- Kanonisation: 1734 erfolgte Eberhards Heiligsprechung.
- Bauern entnahmen Eberhards Grab Erde und mischten sie unter das Futter kranker Tiere; die Heilkraft dieser Erde ist nachgewiesen.
- Seit 1934 ist das Grab geschlossen, seine Gebeine ruhen in der Kirche.
- Er ist ein Patron der Hirten und Haustiere.
- Der Name bedeutet: stark wie ein Eber[1]

Seit 1938 ruhen die Gebeine des heiligen Eberhard in der Tüntenhauser Kirche in einem gläsernen Schrein, den der Münchner Kardinal Michael Faulhaber gestiftet hat. Das ursprüngliche Grab wurde geschlossen, eine Entnahme der Erde ist nicht mehr möglich.

### Legenden
Wie bei vielen anderen Heiligen, so gibt es auch beim hl. Eberhard einige Legenden:
- Eberhard-Lärche: Als einmal Eberhard seinen Hirtenstab in die Erde steckte, wuchs daraus ein mächtiger Baum. Wallfahrer sammelten die „Blätter“ von der Lärche und verabreichten diese dem Vieh. (Eine sogenannte Eberhard-Lärche gibt es heute noch in Tüntenhausen.)
- Heilkräftige Graberde: Die Erde, in der der Heilige ruht, wird durch die Berührung mit dessen Gebeinen heilkräftig.
- Krankheit von Tieren: Vor allem die Bauern waren es, die ein besonderes Vertrauensverhältnis zu „ihrem“ Patron entwickelten. Sie baten den für sie immer schon „Heiligen“ um Hilfe, wenn eines ihrer Tiere erkrankt war, oder flehten um Schutz vor Viehseuchen. Doch die Bauern baten nicht nur um Eberhards Beistand, sie entnahmen auch heimlich dem Grab des wundertätigen Hirten Erde und mengten diese unter das Futter ihrer kranken Tiere. Es ist offiziell bezeugt, dass die grauweiße Erde tatsächlich das Heilverfahren bei zahlreichen kranken Tieren beeinflusst hat.
- Gelöbnisse: War beim Kälbern die ersttragende Kuh in Lebensgefahr, verlobte man das erste Kalb, bei ärmeren Bauern die erstgewonnene Butter (wahrscheinlich den Geldbetrag).